# Фултон (округ Освего, Нью-Йорк)
Фултон (англ. Fulton) — місто (англ. city) в США, в окрузі Освіго штату Нью-Йорк. Населення — 11 389 осіб (2020).

## Географія
Фултон розташований за координатами 43°18′14″ пн. ш. 76°23′57″ зх. д. / 43.30389° пн. ш. 76.39917° зх. д. (43.303807, -76.399242).  За даними Бюро перепису населення США в 2010 році місто мало площу 12,32 км², з яких 9,72 км² — суходіл та 2,59 км² — водойми.

## Демографія
Згідно з переписом 2010 року, у місті мешкало 11 896 осіб у 4836 домогосподарствах у складі 2947 родин. Густота населення становила 966 осіб/км².  Було 5300 помешкань (430/км²).
Расовий склад населення:
| - 95,5 % — білих - 1,0 % — чорних або афроамериканців - 0,5 % — корінних американців - 0,5 % — азіатів |

До двох чи більше рас належало 1,7 %. Частка іспаномовних становила 3,1 % від усіх жителів.
За віковим діапазоном населення розподілялося таким чином: 26,3 % — особи молодші 18 років, 60,2 % — особи у віці 18—64 років, 13,5 % — особи у віці 65 років та старші. Медіана віку мешканця становила 35,9 року. На 100 осіб жіночої статі у місті припадало 91,9 чоловіків;  на 100 жінок у віці від 18 років та старших — 86,9 чоловіків також старших 18 років.
Середній дохід на одне домашнє господарство  становив 46 595 доларів США (медіана — 36 126), а середній дохід на одну сім'ю — 54 959 доларів (медіана — 43 558). Медіана доходів становила 40 276 доларів для чоловіків та 37 284 долари для жінок. За межею бідності перебувало 31,1 % осіб, у тому числі 43,6 % дітей у віці до 18 років та 6,4 % осіб у віці 65 років та старших.
Цивільне працевлаштоване населення становило 4090 осіб. Основні галузі зайнятості: освіта, охорона здоров'я та соціальна допомога — 25,3 %, роздрібна торгівля — 13,2 %, виробництво — 11,9 %.